# Tera Patrick
Linda Ann Hopkins (sinh ngày 25 tháng 7, năm 1976 ở Great Falls, Montana), tên gọi nghề nghiệp là Tera Patrick, là một nữ diễn viên phim khiêu dâm Mỹ.
Tera Patrick sinh năm 1976 ở Great Falls, bang Montana, Hoa kỳ trong một gia đình cha gốc Do thái và mẹ người Thái lan. Trong thuở ấu thời mẹ của Tera Patrick trở về Thái Lan và cha đưa cô sang San Francisco, California sống tại đây.
Tera Patrick bắt đầu sự nghiệp khá sớm khi tài năng được của mình được phát hiện bởi Công ty đại diện người mẫu của Ford khi mới 13 tuổi và ký hợp đồng với công ty này. Ngay sau đó Tera Patrick chuyển sang sống tại thành phố New York để làm người mẫu catalog.
Đến năm 18 tuổi thì Tera Patrick quyết định từ giã thế giới người mẫu để theo đuổi đường học vấn tại Đại học Boise State, và tốt nghiệp bằng đại học hai năm của trường này. Sau đó Tera Patrick chuyển tiếp lên đại học University of California, Santa Barbara với dự định học hai năm nữa với tấm bằng cử nhân. Vì những khó khăn tài chính nên Tera Patrick lại hoãn việc học và trở lại công việc người mẫu.
Lần trở lại này khá ấn tượng với việc Tera Patrick cộng tác chụp ảnh khỏa thân cho nhiều tạp chí. Kế đó Tera Patrick chuyển sang đóng các bộ phim nóng bỏng nữa. Có lẽ cô cũng không còn thời gian để thực hiện ước mơ đại học do công việc khá cuốn hút và chiếm hết thời gian. Diễn viên người mẫu với chiều cao 1.75m nặng 55 kg dự định chỉ sẽ xuất hiện trước ống kính trong 2 năm nữa thôi.